# Ferhad Ibrahim Seyder
Ferhad Ibrahim Seyder (* 10. April 1950 in Amude, Syrien) ist ein deutsch-kurdischer Politikwissenschaftler.

## Leben
Seyder besuchte von 1957 bis 1970 die Schule in Syrien, bevor er bis 1971 Geographie an der Universität Damaskus studierte, anschließend von 1974 bis 1980 Politikwissenschaften an der Freien Universität Berlin als Stipendiat der Studienstiftung des deutschen Volkes. Dort wurde er 1983 mit einer Dissertation über Die kurdische Nationalbewegung im Irak: eine Fallstudie zur Problematik ethnischer Konflikte in der Dritten Welt zum Dr. phil. promoviert. 1984 bis 1986 absolvierte er ein Bibliotheksreferendariat, ab 1986 dann Bibliotheksassessor. Seine Habilitation im Bereich Politikwissenschaften erfolgte 1994.
Von 1987 bis 2000 war Seyder Assistenzprofessor für Politik- und Zeitgeschichte an der FU Berlin mit Gastdozenturen an den Universitäten Bremen, Konstanz und Potsdam. An der Universität Erfurt war er von 2000 bis 2002 Dozent für westasiatische Geschichte. Von 2004 bis 2010 war er Professor für Zeitgeschichte an der Universität von Jordanien und Vertreter des Deutschen Akademischen Austauschdienstes in Amman. Im Wintersemester 2010/11 absolvierte er einen Forschungsaufenthalt in Geschichte Westasiens an der Universität Erfurt; Mitarbeit (im Auftrag des DAAD) beim Aufbau eines Instituts für Politikwissenschaft an der Universität Dohuk (Autonome Region Kurdistan, Irak).
Seit 2012 ist er außerplanmäßiger Professor und Leiter der Mustafa-Barzani-Arbeitsstelle für Kurdische Studien an der philosophischen Fakultät der Universität Erfurt. 2013 wechselte Seyder mit der Arbeitsstelle an die staatswissenschaftliche Fakultät der Universität. Im März 2020 ging Seyder an der Universität Erfurt in den Ruhestand.

## Forschungsschwerpunkte
Seyders Forschungsschwerpunkt liegt auf den Kurden. Er beschäftigt sich mit der Kulturgeschichte der Kurden und der kurdischen religiösen Minderheiten mit der Geschichte der kurdischen Migration, insbesondere in der Bundesrepublik Deutschland.

## Schriften
- Religion, Staat  und Politik im Vorderen Orient. Gemeinsam mit Amr Hamzawy (2003)
- (Hrsg.) Islam und Islamismus in der Gegenwart (2002)
- Der Friedensprozeß im Nahen Osten. Eine Revision, als Herausgeber gemeinsam mit Abraham Ashkenasi (2001). ISBN 3-8258-3341-0
- The Kurdish Conflict in Turkey. Gemeinsam mit Gülistan Gürbey (2000)
- Probleme der Zivilgesellschaft im Vorderen Orient. Als Herausgeber gemeinsam mit Heidi Wedel (1995)
- Konfessionalismus und Politik in der arabischen Welt. Die Schiiten im Irak. (1997)
- Versöhnung im Verzug. Gemeinsam mit Sabine Hofman (1996)
- Der kurdische Faktor im syrischen Bürgerkrieg. (2013)
- Die syrischen Kurden: Auswege aus dem Bürgerkrieg. (2017)

## Festschrift
- Fabian Richter (Hrsg.): Identität, Ethnizität und Nationalismus in Kurdistan: Festschrift zum 65. Geburtstag von Prof. Dr. Ferhad Ibrahim Seyder. Berlin: LIT 2016, ISBN 978-3-643-13234-5.